# Jezero v Lužnici
Jezero v Lužnici je ledovcovo-krasové jezero ve Slovinsku. Je ledovcového původu a leží uprostřed krasové oblasti. Nachází se v nadmořské výšce 1801 m. Je 80 m dlouhé a 70 m široké. Dosahuje maximální hloubky 8 m  až 10 m. Rozloha činí 0,5 ha. Nachází se v prohlubni mezi vrcholy Srednji vrh, Mali Peski, Škofič a Maselnik.

## Vodní režim
Voda v jezeře má zelenou barvu. Spolu s blízkými jezery Krnským a Dupeljským tvoří skupinu Krnských jezer.

## Ochrana přírody
Celé povodí jezera se nachází na území Triglavského národního parku.

## Historie
V okolí jezera se nacházejí památky z 1. světové války. Největší z nich je granát zapuštěný do jedné ze skal u jezera a všude kolem uvidíte zbytky granátů, hřebíky a podobné upomínky na bitvy.

## Přístup
Pleso je přístupné pěšky po celý rok.
- po  červené značce od Gomiščkovo Zavetišče na Krnu - 1¾ hodiny.
- po  červené značce z vesnice Krn přes Planinu Leskovica - 3 hodiny.
- po  červené značce od Planinskeho domu na Krnskih jezerah - 3¾ hodiny.
- po  červené značce od Koči pod Bogatinom - 5¼ hodiny.
- po  červené značce od Planini Srednica - 5½ hodiny.
- po  červené značce z vesnice Zatolmin - 6 hodin.
- po  červené značce z vesnice Gabrje - 6 hodin.
- po  červené značce z vesnice Vrsno - 6¼ hodin.